# Olympische Sommerspiele 2012/Teilnehmer (Zentralafrikanische Republik)
| Gelbes Symbol für Goldmedaillen mit stilisierten Olympischen Ringen | Graues Symbol für Silbermedaillen mit stilisierten Olympischen Ringen | Braundes Symbol für Bronzemedaillen mit stilisierten Olympischen Ringen |
| ------------------------------------------------------------------- | --------------------------------------------------------------------- | ----------------------------------------------------------------------- |
| —                                                                   | —                                                                     | —                                                                       |

Die Zentralafrikanische Republik nahm in London an den Olympischen Spielen 2012 teil. Es war die insgesamt neunte Teilnahme an Olympischen Sommerspielen. Das Comité National Olympique et Sportif Centrafricain nominierte fünf Athleten in drei Sportarten.

## Teilnehmer nach Sportarten

### Leichtathletik
| Athleten          | Wettbewerb | Vorlauf     | Vorlauf | Halbfinale | Halbfinale | Finale | Finale | Rang |
| Athleten          | Wettbewerb | Zeit        | Rang    | Zeit       | Rang       | Zeit   | Rang   | Rang |
| ----------------- | ---------- | ----------- | ------- | ---------- | ---------- | ------ | ------ | ---- |
| Frauen            |            |             |         |            |            |        |        |      |
| Elisabeth Mandaba | 800 m      | 2:12,56 min | 12      | –          | –          | –      | –      | 33   |
| Männer            |            |             |         |            |            |        |        |      |
| Béranger Bosse    | 100 m      | 10,55 s     | 1       | 10,55 s    | 7          | –      | –      | 46   |

### Ringen
| Athleten            | Wettbewerb       | 1. Runde | 1. Runde | Achtelfinale               | Achtelfinale | Viertelfinale | Viertelfinale | Halbfinale    | Halbfinale    | Hoffnungsrunde Viertelfinale | Hoffnungsrunde Viertelfinale | Hoffnungsrunde Halbfinale | Hoffnungsrunde Halbfinale | Hoffnungsrunde Finale | Hoffnungsrunde Finale | Finale        | Finale        | Rang |
| Athleten            | Wettbewerb       | Gegner   | Ergebnis | Gegner                     | Ergebnis     | Gegner        | Ergebnis      | Gegner        | Ergebnis      | Gegner                       | Ergebnis                     | Gegner                    | Ergebnis                  | Gegner                | Ergebnis              | Gegner        | Ergebnis      | Rang |
| ------------------- | ---------------- | -------- | -------- | -------------------------- | ------------ | ------------- | ------------- | ------------- | ------------- | ---------------------------- | ---------------------------- | ------------------------- | ------------------------- | --------------------- | --------------------- | ------------- | ------------- | ---- |
| Freistil Frauen     |                  |          |          |                            |              |               |               |               |               |                              |                              |                           |                           |                       |                       |               |               |      |
| Sylvie Datty-Ngonga | Klasse bis 63 kg | Freilos  | Freilos  | Sorondsonboldyn Battsetseg | 0-5          | ausgeschieden | ausgeschieden | ausgeschieden | ausgeschieden | ausgeschieden                | ausgeschieden                | ausgeschieden             | ausgeschieden             | ausgeschieden         | ausgeschieden         | ausgeschieden | ausgeschieden | 20   |

### Taekwondo
| Athleten       | Wettbewerb       | Achtelfinale             | Achtelfinale | Viertelfinale | Viertelfinale | Halbfinale    | Halbfinale    | Hoffnungsrunde Halbfinale | Hoffnungsrunde Halbfinale | Hoffnungsrunde Finale | Hoffnungsrunde Finale | Finale        | Finale        | Rang |
| Athleten       | Wettbewerb       | Gegner                   | Ergebnis     | Gegner        | Ergebnis      | Gegner        | Ergebnis      | Gegner                    | Ergebnis                  | Gegner                | Ergebnis              | Gegner        | Ergebnis      | Rang |
| -------------- | ---------------- | ------------------------ | ------------ | ------------- | ------------- | ------------- | ------------- | ------------------------- | ------------------------- | --------------------- | --------------------- | ------------- | ------------- | ---- |
| Frauen         |                  |                          |              |               |               |               |               |                           |                           |                       |                       |               |               |      |
| Catherine Kang | Klasse bis 49 kg | Lucija Zaninović         | 0-14         | ausgeschieden | ausgeschieden | ausgeschieden | ausgeschieden | ausgeschieden             | ausgeschieden             | ausgeschieden         | ausgeschieden         | ausgeschieden | ausgeschieden | 11   |
| Männer         |                  |                          |              |               |               |               |               |                           |                           |                       |                       |               |               |      |
| David Boui     | Klasse bis 68 kg | Mohammad Bagheri Motamed | 2-7          | –             | –             | –             | –             | Rohullah Nikpah           | 2-14                      | –                     | –                     | –             | –             | 7    |